# 準公共財
準公共財（じゅんこうきょうざい）とは、非競合性と非排除性のいずれか一方だけを持つ財をいう。クラブ財（くらぶざい）ともいう。
非排除性を持たない準公共財は、市場で取引されることが可能であるが、資源配分・所得分配あるいは各種の政策上の見地からその供給は公共部門により行われることが望ましいと考えられることがある。
この準公共財は以下のように分けられる。
1. 排除するための費用はそれほど高くないが、その利用のための追加費用がほとんど零の財である。資源配分の観点から排除は行われず、固定費用は公的に負担される。混雑していない橋、公園などがその例である。
2. 技術的に費用逓減下で生産されているが、その限界費用は正であり、かつ資源配分の観点からその価格が限界費用に等しく規制されている財である。このような財については赤字部分が公的に負担される。例として、公営交通機関や有料道路を挙げることができる。

なお、公共財と混同しやすいものに、マスグレイブの「価値欲求」に対応する概念がある。排除性があり、競合性もあるため、民間による適切な供給が可能であるが、政策上の観点から公共部門により供給される財である。その例として、義務教育、社会教育、伝染病予防接種、老人・幼児医療の無料化などを挙げることができる。